# WHO'S BACK?
『WHO'S BACK?』（フーズ・バック?）は、韓国の女性歌手、BoAの8枚目のオリジナルアルバム。

## 概要
『IDENTITY』以来、約4年半ぶりのオリジナルアルバム。オリジナルアルバムと題しているものの、収録曲のうちアルバムオリジナル曲は1曲のみで、あとはシングル曲の表題曲と、そのカップリング曲であるため、ほぼベスト・アルバムのようなものである。「CD+DVD」・「CD」・「SOULショップ限定盤」の3形態で発売される。2010年発売の31stシングル「WOO WEEKEND」から、2014年発売の37thシングル「MASAYUME CHASING」までの4年間に発表されたシングルすべてを網羅しているが、「WOO WEEKEND」のカップリング曲「NO DANCE, NO LIFE」は収録されていない。デビュー13年目にして、アルバム3年以上リリース間隔があいたのは初。
DVDにはシングル曲のミュージック・ビデオの他、唯一のアルバム曲「First Time」のミュージックビデオや、メイキング及びインタビューを収録。

## 収録トラック
CD
1. First Time [3:47]
アルバム唯一の新曲。
中京テレビ・日本テレビ系『まさかのタメ年トークバラエティー!ビックラコイタ箱』2014年9月度エンディングテーマ。
2. Shout It Out [4:02]
作詞: 桜井紗良、作曲: 岡嶋かな多・Daniel Sherman・Ricky Hanle
36thシングル
3. Only One  [3:39]
作詞・作曲: BoA、編曲: Tesung Kim・Yongshin Kim
33rdシングル
4. FUN [4:05]
作詞: AKIRA、作曲: Erik Lidbom・Martin Klevelan
37thシングルのカップリング
5. Message [3:06]
作詞: 岡嶋かな多、作曲: Erik Lidbom・Andreas Oberg、編曲: Erik Lidbom
35thシングル
6. WOO WEEKEND [3:56]
作詞: Yoko Hiji、作曲: Daiki、編曲: 山木隆一郎
31stシングル
7. Milestone [3:07]
作詞: STY、作曲: Paul Drew・Greig Watts・Pete Barringer・Rike Boomgaaden、編曲: 山木隆一郎
32ndシングル
8. I SEE ME  [5:04]
作詞、作曲: STY
32ndシングルのカップリングおよび、配信限定シングル
9. MASAYUME CHASING  [3:41]
作詞: いしわたり淳治、作曲: Steven Lee・Caroline Gustavsson
37thシングル
10. The Shadow [3:22]
作詞: BoA、作曲: Joe Belmaati
33rdシングルのカップリング
11. close to me [4:20]
作詞: AKIRA、作曲: Ina Wroldsen
36thシングルのカップリング
12. Call my name  [3:44]
作詞: 桜井紗良、作曲: Nermin Harambasic・Anne Judith Wik・Ronny Svendsen・中野雄太、編曲: Nermin Harambasic・Anne Judith Wik
35thシングル
13. Baby you..  [3:44]
作詞・作曲: BoA、編曲: Tesung Kim・Yongshin Kim
34thシングルのカップリング
14. Tail of Hope  [3:49]
作詞: 桜井紗良、作曲・編曲: Claire Rodrigues・Daniel Sherman・Andrew Gilbert
34thシングル

DVD
1. 「First Time -music video-」
2. 「Shout It Out -music video-」
3. 「Only One -music video-」
4. 「Message -music video-」
5. 「WOO WEEKEND -music video-」
6. 「Milestone -music video-」
7. 「MASAYUME CHASING -music video-」
8. 「The Shadow -music video-」
9. 「Tail of Hope -music video-」
10. 「First Time -Making clip+Interview-」